# Buick Envision
El Buick Envision es un vehículo deportivo utilitario (SUV) construido por General Motors bajo su firma Buick.
El automóvil fue presentado por primera vez públicamente en China el 1 de julio de 2014, con una foto del automóvil bajo la cubierta y colocada entre un Buick Encore y un Buick Enclave. El 21 de julio, se hicieron públicas algunas especificaciones y las primeras fotos oficiales, así como su nombre chino "Ang Ke Wei" (昂科威). El automóvil es producido en China por Shanghai GM y salió a la venta a fines de 2014.
A partir de octubre de 2016, está disponible en China, Estados Unidos, Canadá y México. Además de los motores más grandes que se ofrecen en América del Norte, los compradores chinos también tiene la opción de un motor turboalimentado de 1.5 litros.
El 4 de diciembre de 2015, Buick confirmó que el Envision saldrá a la venta en Estados Unidos a partir del verano de 2016, convirtiéndose en el primer vehículo GM fabricado en China que se venderá en Estados Unidos. Solo se ofrecerá como una tracción total, pero se  agregaría una opción de tracción delantera después del año 2017. El Envision hizo su debut en Estados Unidos en el North American International Auto Show el 11 de enero de 2016, como un SUV compacto, compartiendo el segmento con un GMC Terrain de segunda generación y un futuro equivalente a  Chevrolet que se planea para 2017.
La versión norteamericana de Envision presentará dos trenes de potencia: un motor de cuatro cilindros LCL de 2.5L con 197 CV (147 kW) y 192 lb·ft (260 N·m) y un motor de cuatro cilindros LTG 2.0L turboalimentado SAE certificado a 252 hp (188 kW) y 260 lb·ft (353 N·m), junto con una transmisión de seis velocidades de tercera generación, siete tecnologías de seguridad activa y conectividad On-Star/Intellilink.
En España, el Buick Envision no está a la venta.